# Aik Berik
Aik Berik is een bestuurslaag in het regentschap Centraal-Lombok van de provincie West-Nusa Tenggara, Indonesië. Aik Berik telt 6634 inwoners (volkstelling 2010).